# Elena (mitologie)
Elena, sau  Helena (în greacă: Ἑλένη, „cea mai frumoasă dintre muritoare”), era în mitologia greacă fiica lui Zeus și a Ledei.

## Mitologie

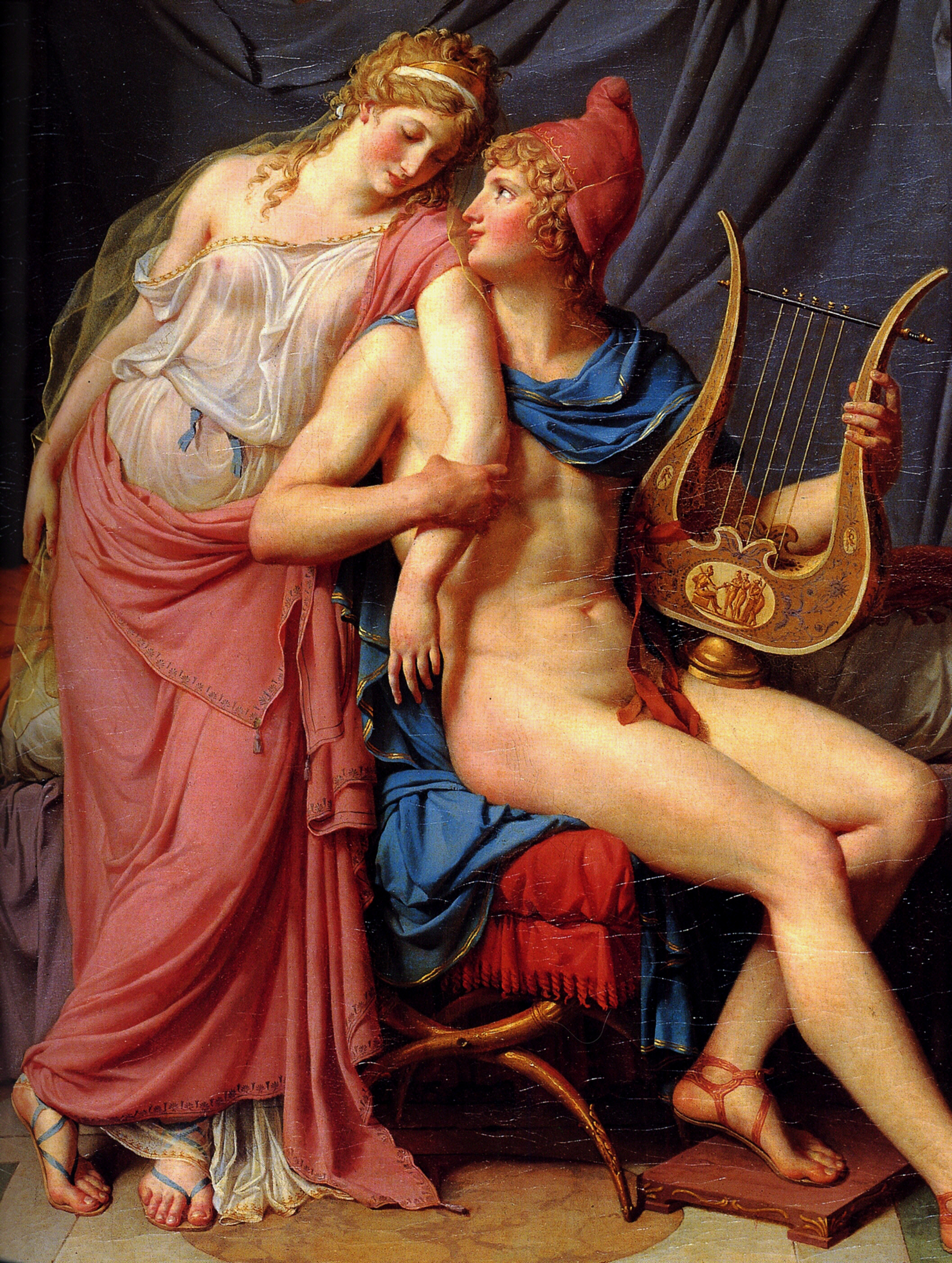
Elena și Paris, pictură de Jacques-Louis David

Copilă fiind, ea a fost răpită de către Tezeu, și adusă acasă de frații săi Castor și Pollux. Când regele Spartei, tatăl ei pământesc, hotărăște să o mărite, Sparta este cotropită de pețitori, mulți dintre ei fiind luptători ahei de mare valoare. Tindar este neliniștit la gândul că alegerea fetei ar putea provoca un război în Sparta, așadar Odiseu propune o soluție: toți pețitorii se vor jura să respecte alegerea soțului, oricare ar fi, și dacă cineva ar fi să intervină, toți se vor reuni pentru a o aduce pe Elena înapoi soțului ei. În final, Elena se căsătorește cu Menelau, fiul lui Atreu, și împreună au o fiică, Hermione, și, în funcție de sursă, un fiu, pe Nicostrate.
Care i-o dăruise ca răsplată după arbitrajul favorabil în cazul mărului discordiei, Paris o ia și o aduce în Troia cu încuviințarea zeiței Afrodita. Plecarea Elenei cu Paris la Troia are drept rezultat războiul troian. În timpul războiului, care durează zece ani, Paris moare, Elena se căsătorește cu unul dintre frații lui, Deiphobos, iar mai târziu se împacă cu Menelau redevenindu-i soție.
Revine în Sparta, dar după moartea lui Menelau este izgonită de fiii acestuia și moare la Rodos. După moarte, Elena i-a fost dată în căsătorie lui Ahile, învingătorul de la Troia și s-ar fi retras alături de el pe „insulă albă”, Leuke, și petrec viața de apoi împreună.

## Genealogie

Elena din Troia
(tablou de Evelyn de Morgan, 1898)

## Cultul Elenei
Elena era venerată în Laconia, în Sparta. Era asociată cu exerciții de gimnastică și cu dansuri și coruri.

## În artă
Elena a reprezentat o provocare, mai ales pentru artele vizuale, exemplificată de snoavă despre pictorul Zeuxis (c. sec. V. î.Hr.), contractat să o picteze pe Elena, care până la urmă a ales de la cinci fete cele mai frumoase  trăsături. Grecia veche începe să o reprezinte artistic pe Elena din secolul VII î.Hr., adesea fugind de Menelau care îndreaptă sabia spre ea. În contrast, în Sparta în perioada arhaică apar stele reprezentând recuperarea Elenei din Troia, unde Menelau e înarmat dar nu o amenință și Elena îl privește fix în ochi cu îndrăzneală. Motivul răpirii Elenei de către Paris apare de asemenea des pe vase grecești. În Etruria, pe de altă parte se întâlnește mai des episodul nașterii ei dintr-un ou.
În pictura Renascentistă, răpirea este ilustrată ca un viol, dar artiștii din Evul Mediu erau mai degrabă influențați de scrieri precum Historia destructionis Troiae de Guido delle Colonne, care sugerează că Paris a sedus-o.
- În Faust (c. 1808) al lui Goethe, protagonistul se îndrăgostește de Elena.
- În Doctor Faustus (1604) de Christopher Marlowe, protagonistul invocă umbra Elenei, rostind faimoasele replici „Acesta-i chipul ce prin vraja sa / Putere a avut spre a-mpînzi / Al apelor întins cu mii și mii / De pînze de corăbii ce-au plutit / Spre Troia care-n flăcări s-a surpat?”[11]
- Personaj în opera Christoph Willibald Gluck Paride ed Elena
- Mitul Elenei apare în opera La belle Hellene (c. 1864) de Jacques Offenbach
- În miniseria Helena de Troya (2003), interpretată de Sienna Guillory.
- Războiul troian a apărut des pe marele ecran: 
  - în 1956, Elena din Troia unde Elena a fost jucată de Rossana Podestà
  - în 1971, Troienele (The Trojan Women) cu Irene Papas
  - în 2004, Troia cu Diane Kruger